# حابس (اسم)
حابس هو اسم علم مذكر من أصل عربي، ومعناه هو على صيغة اسم الفاعل من الفعل حبس يحبس، والحابس المانع الحاجز المتوقف عن الركبان في رحيلهم السجان الزاهد المنقطع عن الناس.

## شخصيات تحمل الاسم
- حابس الشبيب
- حابس العبادي (1944 – 2 فبراير 2017)
- حابس المجالي (عسكري أردني، 22 مارس 1914 – 22 أبريل 2001[3])
- حابس بن ربيعة التميمي
- حابس بن سعد
- حابس حسين

## وصلات خارجية
- موسوعة السلطان قابوس لأسماء العرب نسخة محفوظة 5 أبريل 2019 على موقع واي باك مشين.